# متروی نیژنی نووگورود
متروی نیژنی نووگورود (روسی: Нижегородское метро) سیستم قطار شهری زیرزمینی در نیژنی نووگورود، روسیه است.
این مترو که در سال ۱۹۸۵ تأسیس شده دارای ۲ خط، ۱۴ ایستگاه و ۱۸٫۸ کیلومتر طول می‌باشد.

## نگارخانه

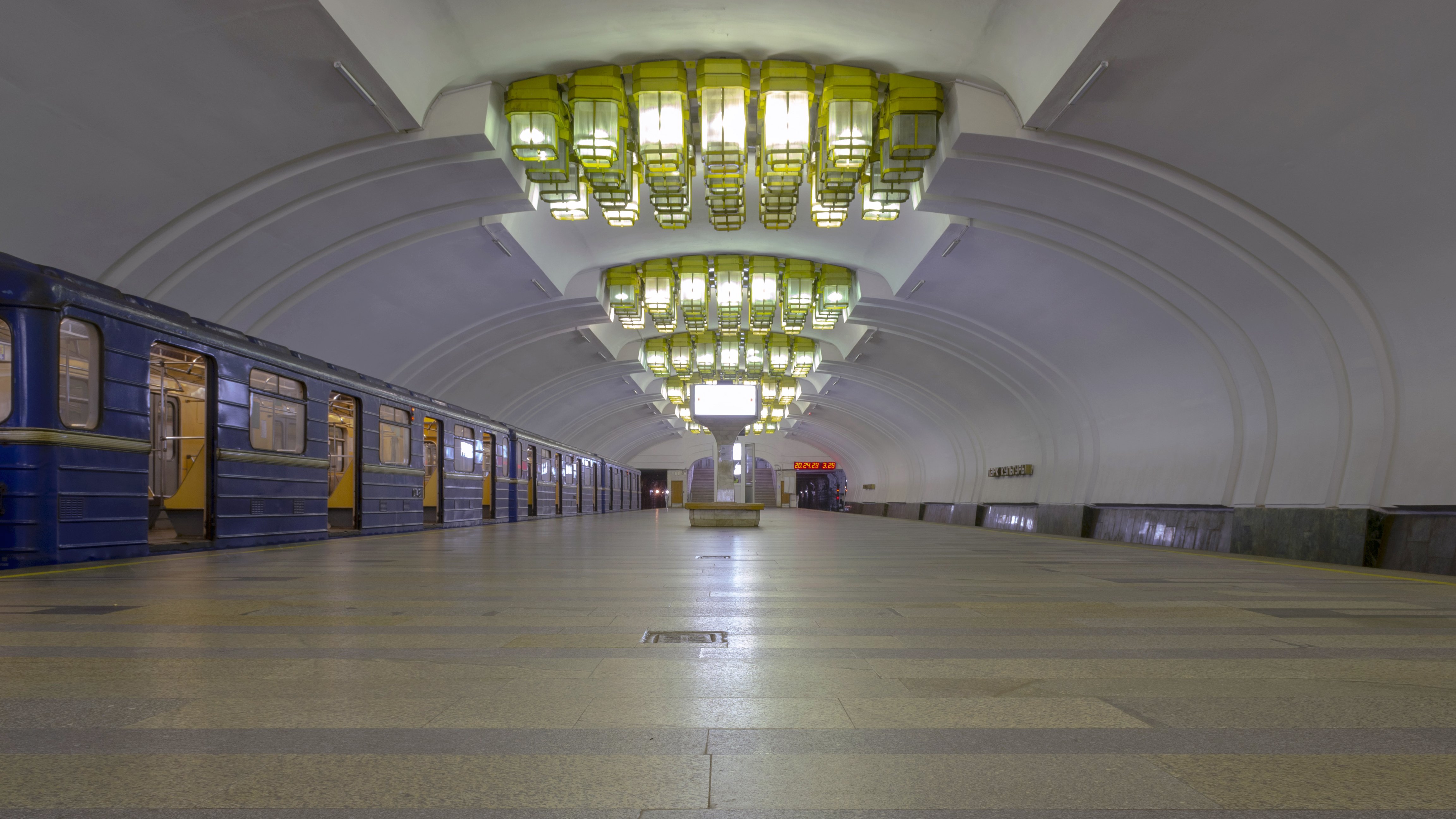
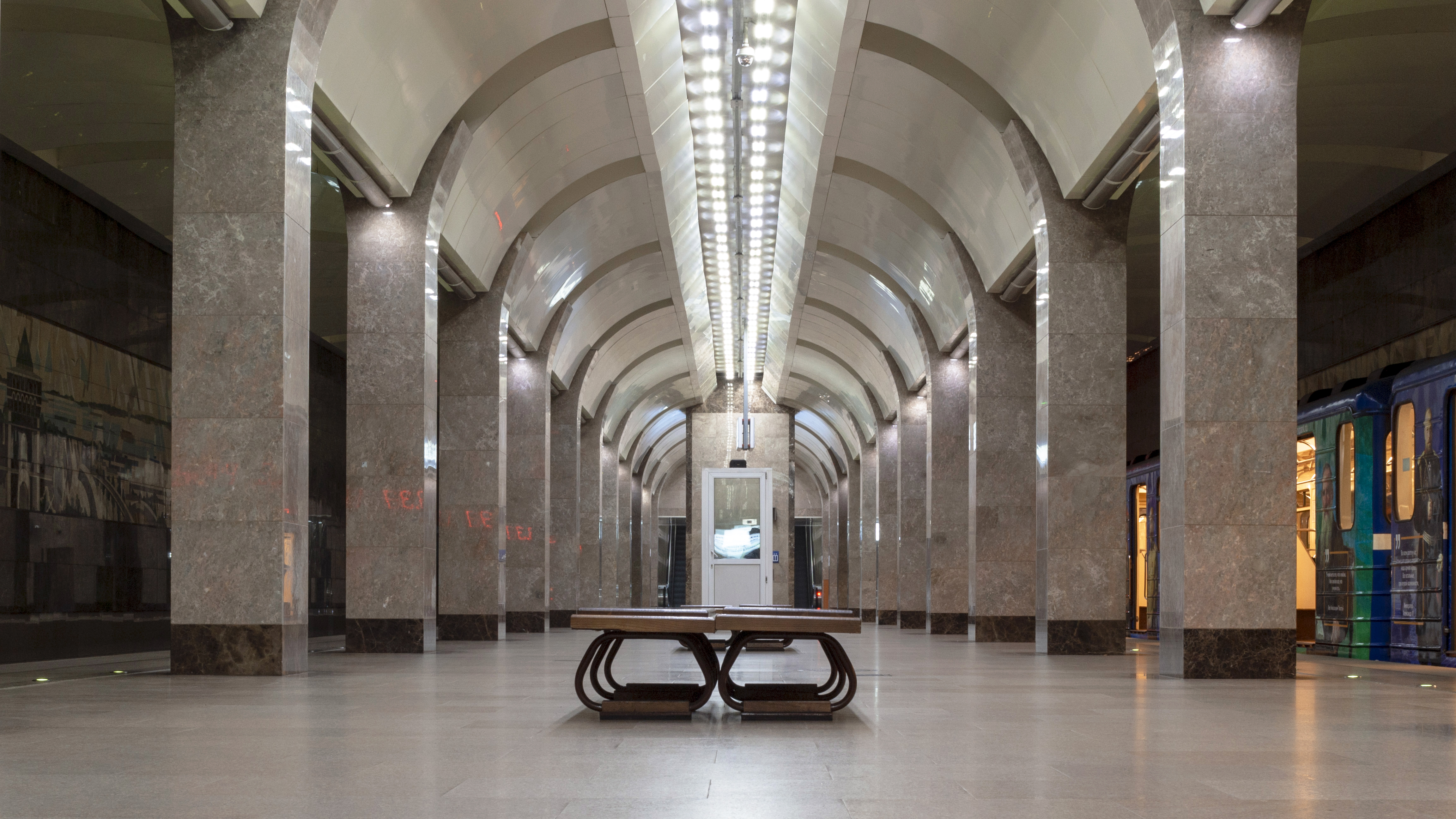
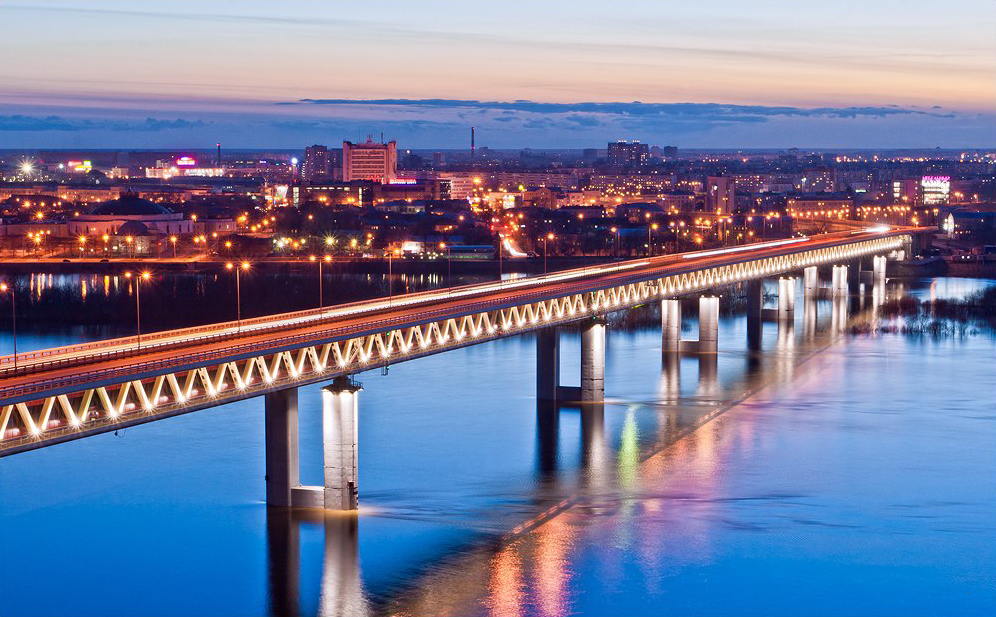